# كانتون ريوبامبا
كانتون ريوبامبا (بالإنجليزية: Riobamba Canton)‏ هو كانتون في الإكوادور، يتبع مقاطعة تشيمبورازو.